# Завръщане в Америка
„Завръщане в Америка“ (на английски: Coming 2 America) е американски комедиен филм от 2021 г., който служи като продължение на „Пристигане в Америка“ (1988). Филмът е режисиран от Крейг Брюър, по сценарий на Кения Барис, Бари Блаущайн, Дейвид Шефийлд и Джъстин Каню, героите са базирани от Еди Мърфи. Във филма участват Еди Мърфи, Арсенио Хол, Джърмайн Флауър, Лесли Джоунс, Трейси Морган, КиКи Лейн, Шери Хедли, Тейана Тейлър, Уесли Снайпс и Джеймс Ърл Джоунс. Той отбелязва последното филмово участие на Луи Андерсън преди смъртта му през 2022 г., който също повтори ролята си във първия филм.
Оригинално е планиран да бъде театрално пуснат от Paramount Pictures, правата за разпространение на филма са продадени от Парамаунт Пикчърс заради пандемията от COVID-19. Амазон го пуснат дигитално чрез Амазон Прайм Видео на 4 март 2021 г. Филмът получи смесени отзиви от критиците.